# Alcooliques anonymes
Pour les articles homonymes, voir AA.
Alcooliques anonymes (Alcoholics Anonymous), abrégé sous le sigle AA, est une organisation d'entraide mondiale présente dans plus de 180 pays, avec 120 300 groupes et près de 2 100 000 membres au 1er janvier 2018. Son unique but est d'aider des personnes ayant un problème avec l'alcool ou se reconnaissant alcooliques, qu'elles soient des alcooliques chroniques ou cycliques, et désireuses d'arrêter de boire, à devenir et rester abstinentes.
La démarche proposée aux membres de la « fraternité » des Alcooliques anonymes est un programme de rétablissement en douze étapes. Ces étapes se référent à une notion de Puissance Supérieure qui peut être Dieu ou toute autre Puissance Supérieure à lui-même qui permet à celui qui les travaille de puiser sérénité, courage et sagesse. Chacun est libre de croire en ce qu’il veut… ou de ne croire en rien. En effet, le programme de rétablissement en douze étapes n'est pas imposé en AA, mais seulement suggéré, les membres gardant la liberté de prendre ce qui les intéresse et de laisser le reste.
En France, en Suisse, en Belgique, au Québec, etc., les Alcooliques anonymes ont une influence déterminante parmi les organisations néphalistes francophones. Avec la Croix-Bleue, le Mouvement Vie Libre, Alcool Assistance ou encore Alcool écoute joie et santé, AA fait partie des associations d'aide aux malades de dipsomanie les plus importantes du monde francophone.

## Fondation des AA

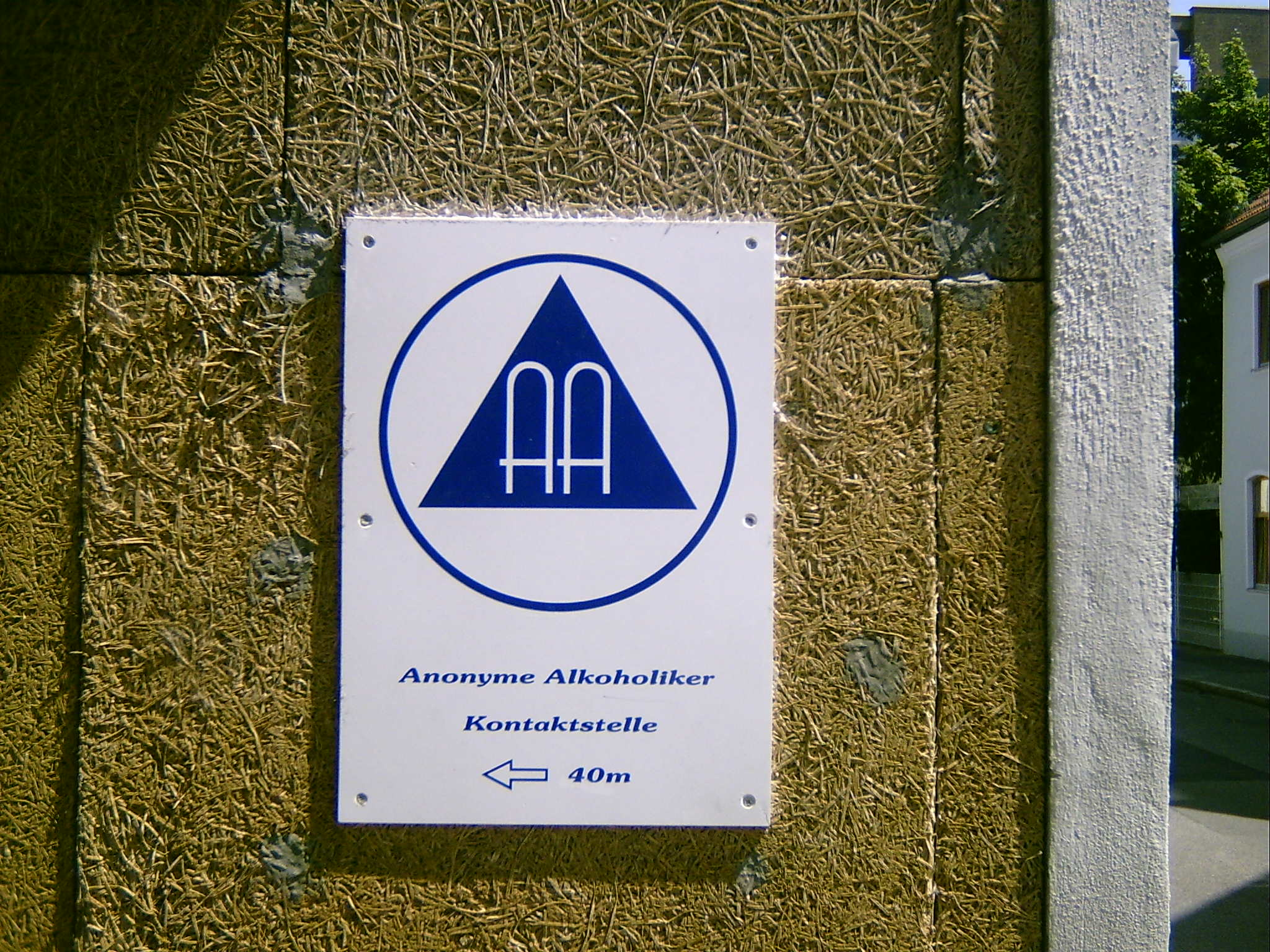
Panneau indiquant une salle de réunion des Alcooliques anonymes (en allemand).

Médailles des AA décernées à ceux qui ont fait preuve d'abstinence pendant une certaine durée : six mois pour la médaille à gauche, neuf mois pour la médaille violette. À leur dos est gravée la Prière de la Sérénité.

La fondation des AA a été précédée de l'appartenance de ses fondateurs aux Groupes d'Oxford, au sein desquels ils parvinrent à rester ou à devenir abstinent.
Tout remonte à une tentative de psychothérapie d'un patient alcoolique américain : Rowland Hazard III (en) venu en Suisse pour se faire traiter par le psychanalyste suisse Carl Gustav Jung pendant plus d'un an. À la suite de plusieurs rechutes qui émaillèrent cette tentative de cure, Jung se déclara impuissant à traiter ce patient alcoolique, et lui conseilla de « vivre une expérience spirituelle ou religieuse seule capable de le remotiver ». Suivant ce conseil, Rowland Hazard III à son retour aux États-Unis adhéra aux Groupes d'Oxford, grâce aux principes et aux réunions desquels il parvint à devenir abstinent. Il consacra alors une partie de sa vie à transmettre le message des Groupes d'Oxford comme ceux-ci le préconisaient, entre autres à d'autres alcooliques, dont un certain Ebby Thacher (en). 
Ebby devint lui aussi abstinent, du moins pendant un temps, pendant lequel il rendit visite à un de ses amis: William Griffith Wilson, dit Bill Wilson ou Bill W. (en), futur cofondateur du mouvement AA, à qui il fit part de son accession à l'abstinence d'alcool grâce à son appartenance aux Groupes d'Oxford.
Bill W. vint aux réunions des Groupe d'Oxford et, devenu abstinent après une cure à l'hôpital Towns de sa ville, New-York, il le resta à partir de  décembre 1934 En mai 1935, alors que son enthousiasme à amener exclusivement des alcooliques aux Groupes d'Oxford de New-York avait commencé à le mettre en délicatesse avec ces derniers, Bill W. rencontra à Akron (Ohio) le Dr Bob, lui aussi membre des Groupes d'Oxford, et qui cherchait en vain à arrêter l'alcool. Avec l'aide de Bill W, le Dr Bob prit son dernier verre d'alcool le 10 juin 1935, date qui a été retenue officiellement comme date de naissance des Alcooliques anonymes. 
La naissance des AA eut lieu en fait quand, à New-York, Bill Wilson et un certain nombre d'ex alcooliques devenus abstinents dans les Groupes d'Oxford quittèrent ceux-ci et commencèrent à se réunir à part ceux-ci, et quand semblable événement se produisit à Akron, ville du Dr Bob.
A noter que le nom "Alcooliques anonymes" est aussi le nom légal des auteurs du livre dit Le Big Book des AA, dont le titre original était : The Story Of How More Than One Hundred Men Have Recovered From Alcoholism, (en français L'histoire de comment plus d'une centaine d'alcooliques se sont rétablis de l'alcoolisme) et que les premiers membres écrivirent, puis publièrent en 1939.
Joseph Kessel, par son ouvrage Avec les alcooliques anonymes, un reportage sur les AA aux États-Unis, contribua à les faire connaître en France et dans le monde francophone. Son livre rapporte son voyage aux États-Unis à la rencontre des alcooliques, autrefois en perdition, devenus abstinents avec les AA, et qui s'emploient désormais au sein du mouvement à s'entraider à le rester et à en aider d'autres à le devenir.
C'est en 1960 que le premier groupe francophone de France fut ouvert à Paris où des groupes anglophones existaient depuis 1949.
En Belgique, le premier groupe s'était réuni en 1953.

## Fonctionnement des AA
L'anonymat est la base des traditions des AA. Ainsi tous ses membres sont égaux. Aucun ne peut être médiatisé ou stigmatisé plus qu'un autre. Tout ce qui est dit en confiance ne doit pas sortir des salles de réunions. Il n'y a ni thérapeute ni encadrement d'aucune sorte. La méthode repose sur un programme de rétablissement en 12 étapes, le partage d'expérience, de force et d'espoir, le partage d'émotions : « Qui mieux qu'un malade alcoolique rétabli peut comprendre un autre malade alcoolique qui souffre encore ? »
En France, comme dans la plupart des pays (ou parties de pays), il existe un conseil d'administration de l'association, dont les membres sont régulièrement renouvelés, qui constitue la représentation légale du mouvement. Il existe par ailleurs des services généraux chargée de services aux membres, aux alcooliques auxquels le mouvement veut tendre la main, et aux groupes.
Chaque groupe est autonome sauf pour ce qui touche les autres groupes ou le mouvement AA dans son ensemble. Les groupes contrôlent le conseil d'administration et les services généraux par l'intermédiaire de délégués régionaux élus par des délégués des groupes, réunis lors de « conférences nationales de service» périodiques.
Des délégués des conseils d'administration des différentes régions ou pays partagent leurs expériences de service dans des conférences mondiales tenues tous les deux ans.
Afin de préserver leur indépendance, les AA n'acceptent pas de subventions. Ils s'autofinancent par les contributions volontaires de chacun de ses membres. L'argent donné sert à payer les loyers du local où il se réunit, à régler les frais d'intendance ou de secrétariat, mais aussi à financer les actions du conseil d'administration et des services généraux, tant au niveau national qu'international. Dans le cas où des mairies ou des structures médico-sociales prêtent gratuitement leurs locaux pour la tenue de réunions, les AA offrent une somme d'argent généralement destinée à une œuvre sociale afin de garder leur indépendance. De même, les AA refusent d'être reconnus d'utilité publique.
Les AA n'ont pas vocation et ne prétendent pas se substituer à la médecine qui figure parmi leurs « alliés naturels ». À ce titre, ils participent à des réunions d'information dans les centres d'alcoologie des établissements hospitaliers au profit des malades mais aussi des soignants.
La seule condition requise pour devenir membre des AA est le désir d'arrêter de boire. Le malade alcoolique peut alors participer aux réunions, qui sont le plus souvent hebdomadaires. Dans les villes et régions où existent plusieurs groupes, il est ainsi possible d'assister à plusieurs réunions par semaine. Il n'y a ni inscription, ni cotisation : chacun est libre d'assister au nombre de réunions qu'il souhaite, de se présenter ou non, de parler ou non. « En AA rien n'est imposé mais seulement suggéré. »
Il arrive que les réunions des AA soient ouvertes aux non-alcooliques.

## Prière de la Sérénité
Cette prière, composée par un pasteur américain dans les années 1930 était considérée par l'écrivain Kurt Vonnegut comme l'une des plus fortes jamais émises dans l'histoire de l'humanité. Elle a par ailleurs un aspect très stoïcien.
Bill W., cofondateur des AA, a dit de la prière de la sérénité : « Nous n’avions jamais vu tant de AA dans si peu de mots. » Dans le livre Le mouvement des AA devient adulte, Bill raconte qu’au début de 1942, la première secrétaire nationale des AA, Ruth Hock lui a montré, à lui et à d’autres, dans leur petit bureau encombré de New York, un avis de décès dans le Herald Tribune de New York qui se terminait ainsi :

« Mon Dieu, donnez moi la sérénité d’accepter

les choses que je ne peux changer,

le courage de changer les choses que je peux,

et la sagesse d’en connaître la différence. »

Quelqu’un a eu l'idée d’imprimer ce quatrain sur des cartes format portefeuilles pour l’inclure dans la correspondance du bureau, et c’est ainsi que la prière de la sérénité a commencé son chemin pour devenir partie intégrante de la vie AA.
Depuis, elle a été traduite dans les nombreuses langues parlées dans les pays où AA existe. Dans tous les groupes et à la fin de chaque réunion, elle est récitée à haute voix, par les participants qui le souhaitent et qui se prennent pour cela par la main et forment un cercle en signe de fraternité.
Malgré des années de travail par des chercheurs sérieux, et beaucoup d’hypothèses par des chercheurs amateurs, l’origine exacte de la prière de la sérénité demeure un mystère. Toutefois, une chose semble incontestée : c’est la revendication de paternité de Reinhold Niebuhr qui a dit dans une interview qu’il l’avait écrite comme conclusion à un sermon qu’il avait prononcé, cette phrase aurait été empruntée à Marc Aurèle à l'origine en ces termes : « Que la force me soit donnée de supporter ce qui ne peut être changé ; et le courage de changer ce qui peut l’être ; mais aussi la sagesse de distinguer l’un de l’autre. » Aussi Reinhold Niebuhr a-t-il ajouté : « Bien sûr, elle peut être apparue sporadiquement au cours des ans, même des siècles, mais je ne le crois pas. Je crois sincèrement que je l’ai écrite moi-même. » Avec sa permission, la prière a été imprimée sur des cartes pendant la Seconde Guerre mondiale et distribuée aux troupes. Elle avait aussi été déjà reprise par le National Council of Churches et par les AA.
Les AA, sans être un mouvement religieux, font souvent référence à une « puissance supérieure telle que chacun la conçoit » et la référence à Dieu est très souvent présente dans leur littérature, à commencer par cette fameuse prière de la sérénité.
Pour les Catholiques l'intercession auprès de Dieu de Saint-Matthias, apôtre ayant remplacé Judas parmi les douze, est invoquée dans la communion des Saints en qualité de patron des alcooliques repentis.

## Réunions AA
En France, les réunions AA qui se tiennent dans environ 600 groupes proposent à ses quelque 7 000 membres de suivre un programme de rétablissement en douze étapes, et ce dans le respect des douze traditions qui organisent le fonctionnent harmonieux du mouvement.
Il y a essentiellement deux types de réunions, animées par un « modérateur » qui invite chacune des personnes présentes à prendre la parole, à tour de rôle :
- les réunions fermées, qui sont réservées aux membres des AA ou à toute personne qui pense avoir un problème d'alcool. Le désir d'arrêter de boire étant la seule condition requise pour devenir membre des AA ;
- les réunions ouvertes (généralement une par mois dans chaque groupe), au cours desquelles les participants racontent comment ils ont bu, comment ils ont connu AA et comment le programme les a aidés à arrêter de boire et à vivre abstinents. Chacun peut y amener des parents ou des amis. Toutes les personnes intéressées par AA sont les bienvenues à ces réunions, particulièrement les membres des professions médicales, enseignantes ou socio-éducatives.

Une réunion dure en principe cinq quarts d'heure plus un sixième dit « thérapie du café », réservé à une discussion informelle. Ce dernier temps donne aux membres l'occasion de discuter entre eux des problèmes liés à leur ancienne habitude de consommation d'alcool et des efforts qu'ils ont faits pour parvenir à une abstinence durable. C'est au cours de ce moment que se tissent des liens privilégiés qui amènent au « parrainage ». Elles permettent aussi d'explorer en détail les divers éléments du programme de rétablissement en douze étapes.

## Abstinence et sobriété24 heuresà la fois
Les AA proposent un programme d'abstinence totale de 24 heures.
En effet, les membres s'abstiennent de prendre un verre, un jour à la fois. S'ils ne reprennent pas un premier verre, il n'y en aura ni un deuxième, ni d'autres… C'est la méthode des 24 heures. Il est suggéré aux nouveaux membres des AA de décider chaque jour de rester abstinent pour 24 heures. Si c'est trop difficile, ils peuvent fractionner leur journée en périodes plus courtes : matinée, déjeuner, après-midi, dîner, soirée, nuit… Et ils répètent l'opération chaque jour…
L'abstinence consiste à ne pas consommer une goutte d'alcool. Avec le temps, l'envie de boire de l'alcool diminue progressivement jusqu'à disparaître.
La sobriété est la conséquence heureuse de l'abstinence. Elle est la forme de sagesse qui, grâce au programme de rétablissement, permet à l'alcoolique abstinent de mener une existence aussi heureuse et utile que possible dans tous les domaines de sa vie.

## Douze étapes des Alcooliques anonymes
Voici les douze étapes faisant partie du programme de rétablissement suggéré par les AA, chacune pouvant être utilisée de façon personnelle :
1. Nous avons admis que nous étions impuissants devant l’alcool - que nous avions perdu la maîtrise de nos vies.
2. Nous en sommes venus à croire qu’une Puissance supérieure à nous-mêmes pouvait nous rendre la raison.
3. Nous avons décidé de confier notre volonté et nos vies aux soins de Dieu tel que nous Le concevions.
4. Nous avons procédé sans crainte à un inventaire moral approfondi de nous-mêmes.
5. Nous avons avoué à Dieu, à nous-mêmes et à un autre être humain la nature exacte de nos torts.
6. Nous étions tout à fait prêts à ce que Dieu éliminât tous ces défauts de caractère.
7. Nous Lui avons humblement demandé de faire disparaître nos déficiences.
8. Nous avons dressé une liste de toutes les personnes que nous avions lésées et nous avons consenti à leur faire amende honorable.
9. Nous avons réparé nos torts directement envers ces personnes dans la mesure du possible, sauf lorsque, ce faisant, nous risquions de leur nuire ou de nuire à d’autres.
10. Nous avons poursuivi notre inventaire personnel et promptement admis nos torts dès que nous nous en sommes aperçus.
11. Nous avons cherché par la prière et la méditation à améliorer notre contact conscient avec Dieu, tel que nous Le concevions, Lui demandant seulement de connaître Sa volonté à notre égard et de nous donner la force de l’exécuter.
12. Ayant connu un réveil spirituel comme résultat de ces étapes, nous avons alors essayé de transmettre ce message à d’autres alcooliques et de mettre en pratique ces principes dans tous les domaines de notre vie.

Dans son ouvrage Sérénité en 12 étapes, Placide Gaboury décrit le sens profond de chacune de ces étapes en expliquant en quoi il s'agit de vérités spirituelles universelles applicables dans la vie de toute personne, alcoolique ou non.

## Douze traditions et douze promesses des Alcooliques anonymes
Voici les douze traditions régissant le fonctionnement des différentes structures (et donc des groupes) et activités des « services » AA :
1. Notre bien-être commun devrait venir en premier lieu ; le rétablissement personnel dépend de l'unité des AA.
2. Dans la poursuite de notre objectif commun, il n'existe qu'une seule autorité ultime : un Dieu d'amour tel qu'il peut se manifester dans notre conscience de groupe. Nos chefs ne sont que des serviteurs de confiance, ils ne gouvernent pas.
3. Le désir d'arrêter de boire est la seule condition pour être membre des AA.
4. Chaque groupe devrait être autonome sauf sur les points qui touchent d'autres groupes ou l'ensemble du Mouvement.
5. Chaque groupe n'a qu'un objectif primordial, transmettre son message à l'alcoolique qui souffre encore.
6. Un groupe ne devrait jamais endosser ou financer d'autres organismes, qu'ils soient apparentés ou étrangers aux AA, ni leur prêter le nom des Alcooliques anonymes, de peur que les soucis d'argent, de propriété ou de prestige ne nous distraient de notre objectif premier.
7. Tous les groupes devraient subvenir entièrement à leurs besoins et refuser les contributions de l'extérieur.
8. Le Mouvement des Alcooliques anonymes devrait toujours demeurer non professionnel, mais nos centres de service peuvent engager des employés qualifiés.
9. Comme Mouvement, les Alcooliques anonymes ne devraient jamais avoir de structure formelle, mais nous pouvons constituer des conseils ou des comités de service directement responsables envers ceux qu'ils servent.
10. Le Mouvement des Alcooliques anonymes n'exprime aucune opinion sur des sujets étrangers ; le nom des AA ne devrait donc jamais être mêlé à des controverses publiques.
11. La politique de nos relations publiques est basée sur l'attrait plutôt que sur la réclame ; nous devons toujours garder l'anonymat personnel dans la presse écrite et parlée de même qu'au cinéma.
12. L'anonymat est la base spirituelle de toutes nos traditions et nous rappelle sans cesse de placer les principes au-dessus des personnalités

Voici les promesses des alcooliques anonymes (source : « Gros livre », p. 94-95) :
- Nous serons étonnés des résultats, même après n'avoir parcouru que la moitié du chemin.
- Nous connaîtrons une nouvelle liberté et un nouveau bonheur.
- Nous ne regretterons pas plus le passé que nous voudrons l'oublier.
- Nous comprendrons le sens du mot sérénité et nous connaîtrons la paix.
- Si profonde qu'ait été notre déchéance, nous verrons comment notre expérience peut profiter aux autres.
- Nous perdrons le sentiment d'être inutiles et cesserons de nous apitoyer sur notre sort.
- Mettant nos propres intérêts de côté, nous nous intéresserons davantage à nos semblables.
- Nous ne serons plus tournés exclusivement vers nous-mêmes.
- Désormais nous envisagerons la vie d'une façon différente.
- La crainte des gens et de l'insécurité financière disparaîtra.
- Notre intuition nous dictera notre conduite dans des situations qui, auparavant, nous déroutaient.
- Soudain, nous constaterons que Dieu fait pour nous ce que nous ne pouvions pas faire pour nous-mêmes.
- Est-ce là des promesses extravagantes ? Nous ne le croyons pas. Ces promesses se réalisent parmi nous parfois rapidement, parfois lentement, mais se matérialisent toujours si nous travaillons dans ce sens...

## Éléments de compréhension de la maladie alcoolique et de l'efficacité des AA
- Le psychiatre et alcoologue Jean-Paul Descombey, s'aidant de la théorie psychanalytique, décèle chez ses patients alcooliques une sorte de manque à être constitutif, un déficit narcissique et une recherche d'un objet pulsionnel parfait dans l'alcool. Il pointe le goût des alcooliques pour les groupes : regroupements au café, autour de la bouteille, voire à l'hôpital. Il suppose alors que les associations néphalistes telles que les Alcooliques anonymes jouent un rôle bénéfique de support identificatoire, remplaçant l'objet « bouteille » par l'objet « groupe ».
- Le psychiatre George Eman Vaillant (en), s'appuyant sur les données recueillies sur deux groupes de jeunes hommes suivis depuis 1940, conclut que le mécanisme d'action des AA consiste en quatre facteurs : le support extérieur, la substitution de la dépendance, de nouvelles relations sociales basées sur le soin mutuel et une spiritualité amplifiée. Selon lui, l'efficacité des AA peut être égale voire supérieure à celles des traitements conventionnels de l'alcoolisme, et cela sans que l'on puisse repérer d'effet secondaire[6].
- Les travaux des chercheurs Bernice et Rudolph Moos et ceux de Bottlender et Soika, entre autres, confirment l'efficacité de la méthode/du programme AA dans un traitement alcoologique : les groupes participant à la fois au traitement et au programme des AA ont un taux de rémission sans rechute plus important[7],[8].
- Les travaux de Sarah Zemore, de Lee Ann Kaskutas et d'autres chercheurs montrent, entre autres, que souvent, plus l'abstinence acquise est de longue durée, plus les sujets ont consacré/consacrent de temps à servir le groupe et à s'impliquer dans la spiritualité des AA (altruisme, don de soi), selon le principe « celui qui aide s'aide aussi lui-même » (« helping helps the helper »).
- Dès qu'il est devenu abstinent, chaque membre d'un groupe peut y « prendre du service » au sein de son « comité », à la mesure de ses possibilités, après avoir été élu : accueil, intendance, documentation, trésorerie, secrétariat, information publique, représentant auprès des services généraux… Cet engagement est indispensable au fonctionnement du groupe et il aide le « serviteur » à maintenir son abstinence et à améliorer sa sobriété émotionnelle tout en lui redonnant confiance.
- À noter que dans les années 1960, Bill W., toujours abstinent, mais souffrant de dépression, de tension nerveuse et d'insomnie, cherchant une aide médicale fut soulagé de ces maux par le docteur Abram Hoffer, un proche collaborateur du docteur Humphry Osmond et un fondateur de la médecine orthomoléculaire. Enthousiasmé par les résultats obtenus avec 3 000 mg de vitamine B3, Bill W. reproduit l'expérience avec trente amis membres des AA et obtint des résultats encourageants. Ces résultats le convainquirent que certains membres des AA devraient bénéficier d'un tel traitement, ainsi que les alcooliques qui n'étaient pas disposés à se joindre aux AA, par suite de leur non-adhésion aux douze étapes. Il fit part de cette conviction à des médecins membres des AA[9] mais, à la suite de trois communications, il fut écarté d'AA International.

Cet épisode de l'histoire du cofondateur de AA est peu connu des adhérents du mouvement, mais est documenté par des chercheurs en nutrition clinique. C'est à Bill W. que cette vitamine doit son nom.

## Développement mondial des AA

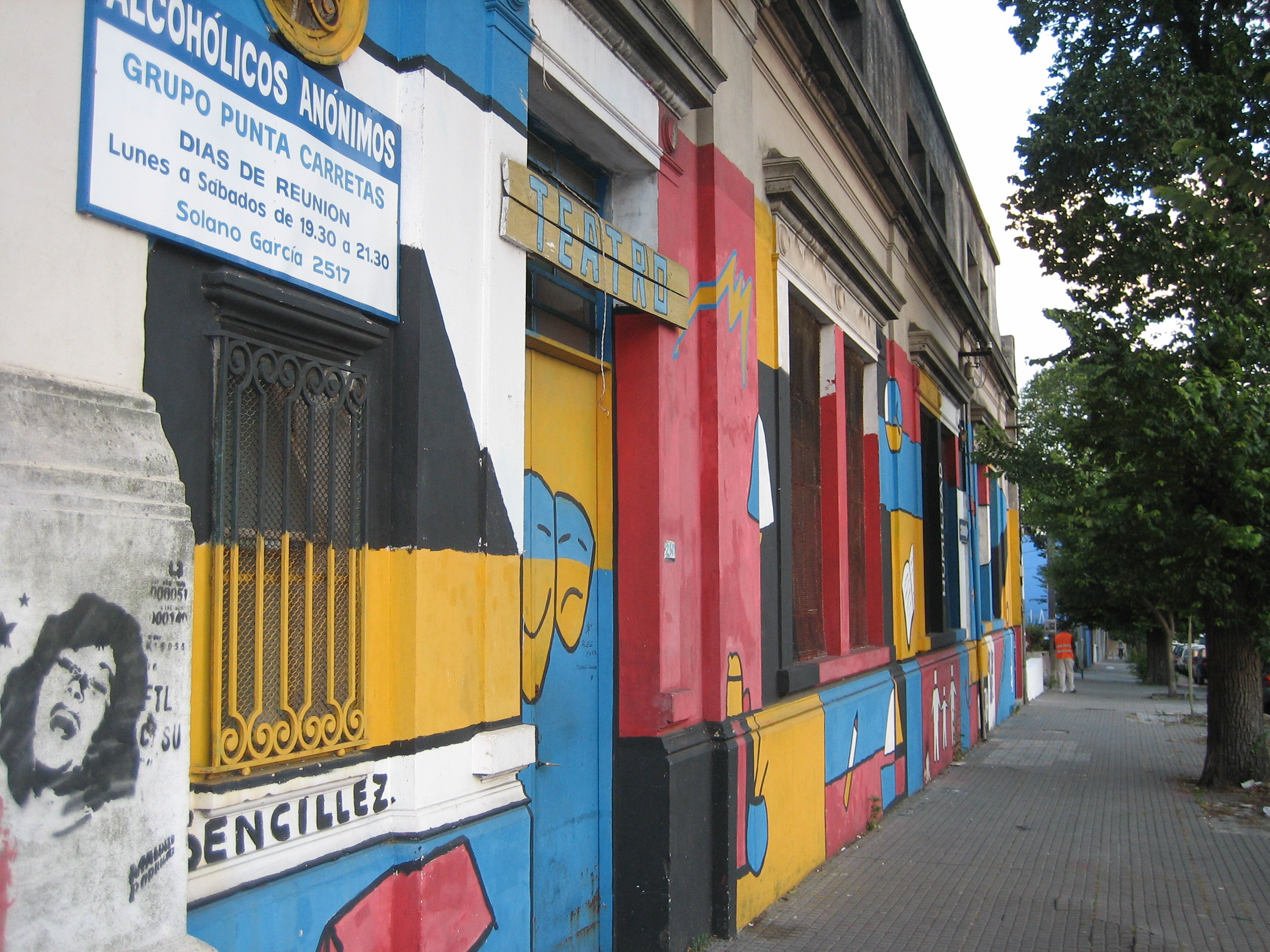
Siège d'Alcohólicos Anónimos à Montevideo, Uruguay

Au XXIe siècle, les AA sont présents dans 162 pays et plus de 120 236 groupes accueillent environ 2 millions de membres au sein des réunions qu'ils organisent chaque jour.
En 2011, on dénombre en France 591 groupes fréquentés par environ 7 000 membres selon un sondage. (Anonymat oblige, le mouvement ne tient pas de fichier sur ses membres.)
Outre le fonctionnement par la tenue de réunions organisées par des groupes, eux-mêmes gérés par des comités de serviteurs dont les membres sont élus, des sites ou des forums participent à la solidarité interne et à la transmission du message des AA à l'extérieur. Les groupes en ligne sont pour la plupart membres du Online Intergroup Alcoholics Anonymous ou OIAA.
Pour aider les familles et les proches des alcooliques ainsi que leurs enfants qui sont désemparés face à la maladie d'un mari ou d'une épouse, d'un frère ou d'une sœur, d'un père ou d'une mère ou tout simplement d'un ami, il existe un mouvement qui s'appelle Al-Anon/Alateen. Il fonctionne selon les 12 traditions des AA et propose à ses membres 12 étapes inspirées des 12 étapes des AA pour pratiquer les étapes sur eux-mêmes, comprendre les malades alcooliques, et venir en aide à d'autres membres de familles d'alcoolique. Ce mouvement permet ainsi à ses membres d'améliorer leurs vies, l'atmosphère familiale, et de reprendre confiance et retrouver l'espoir.

## Taux de réussite de AA
Les investigations consacrées au modèle spécifique proposé par AA n'ont pas permis, faute d'études fiables, de mettre en évidence la supériorité sur le long terme de sa méthode de rétablissement de la dépendance à l'alcool sur d'autres approches, en raison notamment de la difficulté à appliquer des contrôles expérimentaux comme le contrôle des effets non spécifiques.

## Reconnaissance médicale et internationale

### Amérique du Nord
Aux États-Unis, le mouvement des Alcooliques anonymes est reconnu par la communauté scientifique et judiciaire.
Le mouvement des Alcooliques anonymes a inspiré la mise en place de centres de traitement utilisant le Modèle Minnesota.
Celui-ci est un modèle thérapeutique, créé aux États-Unis vers 1950, qui vise à prendre en charge les personnes dépendantes dans leur globalité.
En 2012, aux États-Unis et au Canada, la majorité des centres de traitement des personnes dépendantes aux drogues et à l'alcool, utilisent cette approche qui a fait ses preuves en visant à prendre en charge les personnes dépendantes dans leur globalité. Ce modèle issu d’un rapprochement entre les modes de prise en charge traditionnels de la dépendance et la méthode des Alcooliques anonymes repose sur la même vision, à savoir que la dépendance alcoolique est une maladie physique, mentale et spirituelle, et il utilise les douze étapes des AA. La collaboration avec les groupes des Alcooliques anonymes pour le rétablissement des personnes dépendantes à l'alcool y est très étroite.
Jeremy Rifkin rappelle dans un ouvrage récent que le succès des Alcooliques anonymes est à l'origine de la création des thérapies de groupe par les psychologues anglo-saxons. On estime que 7% des Américains participent à un groupe d'entraide. Le psychologue Carl Rogers, cité par Rifkin, estime qu'il s'agit « peut-être de l'invention sociale la plus importante du siècle ».

### France
En 2018, le mouvement des Alcooliques anonymes compte 500 groupes en France métropolitaine et en Corse, 16 groupes dans les régions d'outremer, et environ 60 groupes en langues étrangères ainsi qu'un accueil en langue des signes (LSF). Six groupes se réunissent en milieu carcéral et 24 sont implantés dans des établissements de soins. En 2018 le nombre de membres des AA en France est estimé à 6.000 personnes, nombre stable depuis 2010.
Le mouvement des Alcooliques anonymes a fait l'objet de méfiance (il utilise des éléments de langage religieux, il ne fait pas intervenir de personnel du corps médical pour animer les groupes d'entraide, etc.).
Marie Jauffret-Roustide, chercheuse au CNRS, a étudié le fonctionnement des groupes d'entraide et en a décrypté les rouages. Elle a conclu qu'il ne s'agit pas de mouvements sectaires, s'opposant ainsi aux allégations de certains, mais au contraire de lieu de rétablissement par l'entraide.
Par ailleurs, le 17 décembre 2002, l'association des Alcooliques anonymes en France représentée par sa présidente, le docteur Isabelle Sokolow, praticien hospitalier, s'est vu décerner la médaille de vermeil 2002 de l'Académie nationale de médecine par le professeur Jacques-Louis Binet, sous la présidence du professeur Maurice Tubiana.
L'association Alcooliques anonymes participe au groupe de travail mouvement d'entraide de la Société Française d'Alcoologie (SFA).
Il résulte de ce sondage que l'âge moyen des membres est de 57 ans.
- 2% ont moins de 30 ans
- 6% ont de 31 à 40 ans
- 18% ont de 41 à 50 ans
- 29% ont de 51 à 60 ans
- 36% ont de 61 à 70 ans
- 9% ont plus de 70 ans

Leurs situations familiales sont les suivantes :
- 15% sont célibataires
- 13% vivent en union libre
- 42% sont mariés ou pacsés
- 26% sont divorcés ou séparés
- 9% sont veufs

La durée d'abstinence moyenne des membres est de 13 ans, ce qui donne dans le détail :
- Moins d'un an : 12%
- Entre 1 an et 5 ans : 23 %
- Entre 5 et 10 ans : 17%
- Plus de 10 ans : 48%

Les hommes représentent 64 % des membres des AA et les femmes 36%. Ils assistent en moyenne à 1,5 réunion par semaine et 95 % ont un groupe d'attache - 46% d'entre eux ont un parrain ou une marraine.
Les membres ont été orientés vers les AA
- par des professionnels de santé pour 33%
- par des membres AA pour 24%
- par la famille pour 10%
- par une permanence téléphonique des AA pour 8%
- par des livres, journaux et magazines pour 8%
- par le site internet AA pour 6%
- par des réunions d'information des AA pour 6%
- par une personne non membre pour 6%
- par la radio ou télévision pour 3%
- par un membre Al-Anon ou Alateen pour 2%
- par des forums internet, réunions en ligne ou bureau des isolés pour 1%
- par un travailleur social pour 1%
- par le milieu judiciaire ou pénitentiaire pour 1 %
- par son employeur pour 1%
- par un guide religieux ou spirituel pour 1%
- par d'autres orientations pour 2%. (le total n'est pas égal à 100 car plusieurs choix sont possibles)

Les membres AA sont issus de toutes les catégories socioprofessionnelles :
- Retraités 26%
- Employés 20%
- Cadres 18%
- Ouvriers 8%
- Professions intermédiaires 7%
- Artisans/Commerçants 6%
- Sans activité professionnelle 3%
- Agriculteurs 1%
- Autres 11%

Les aides complémentaire aux AA sont de deux ordres : Avant leur arrivée aux AA : 68% des membres ont essayé d'autres traitements ou conseils de nature médicale, psychologique, spirituelle ou autre. 52% d'entre eux disent que ces traitements ou conseils ont facilité leur arrivée aux AA. Après leur arrivée aux AA : 43% des membres ont reçu d'autres traitements ou conseils de nature médicale, psychologique ou autre. 92% d'entre eux disent que ces traitements ou conseils ont contribué à leur rétablissement de l'alcoolisme.
Enfin, 90% des membres ont informé leur médecin traitant de leur appartenance aux AA. 33% des membres ont eu connaissance des AA par un professionnel de santé.
Ce sondage a été réalisé auprès de 1.000 membres représentatifs du mouvement Alcooliques Anonymes en France.

## Dans la culture

### Cinéma
Le film de Philippe Godeau, Le Dernier pour la route (2009), d'après le livre autobiographique d'Hervé Chabalier, raconte qu'Hervé (François Cluzet), patron d'une agence de presse décide d'en finir avec l'alcool. Avec l'aide des AA et du Modèle Minnesota en « 12 étapes », il parvient à devenir abstinent et à vivre une existence nouvelle.

### Littérature
L'auteur de romans policiers Lawrence Block a créé le personnage de « Matt Scudder », essayant d'arrêter l'alcool avec les AA.

### Rock
Mike Portnoy (ex-batteur du groupe de métal progressif Dream Theater) qui est alcoolo-dépendant, a écrit une série de cinq chansons reprenant les 12 étapes du programme des Alcooliques anonymes. Ces chansons sont réparties sur les différents albums du groupe depuis Six Degrees of Inner Turbulence.
Le groupe de metal progressif A Perfect Circle a nommé son deuxième album studio Thirteenth Step, en référence au programme en 12 étapes des AA, en y adjoignant une 13e